# Contra – der talk
contra | der talk war eine österreichische Fernseh-Talkshow auf ORF eins, die von März bis Dezember 2011 ausgestrahlt wurde.
In den ersten Monaten wurde sie von Benny Hörtnagl moderiert, später auch von Mari Lang. Im Sommer 2011 gab Hörtnagl seinen Rückzug aus der Sendung bekannt und Lang übernahm den Talk. Als Vertretung von Lang kam auch Münire Inam zum Einsatz.

## Sendung
Dienstags diskutieren Experten und Betroffene über ein aktuelles Thema. Anfänglich wurden pro Sendung vier Gäste eingeladen, ab Herbst 2011 waren es nur mehr zwei. Während des Talks konnten sich die Zuseher über Internetverbindung zuschalten, Video- und Chatkommentare abgeben.

## Rezeption
Die Sendung wurde von ORF eins ins Programm aufgenommen, um jüngere Zuseher am Dienstag zu erreichen. In den ersten Wochen erzielte contra | der talk vergleichsweise schwache Quoten, sodass die Sendung um vierzig Minuten nach hinten verschoben wurde.
Ende Dezember 2011 wurde die Sendung eingestellt.